# Marisa Naranjo
María Luisa Naranjo García (Las Palmas de Gran Canaria; 5 de noviembre de 1944) es una actriz y presentadora española de televisión.

## Biografía
Su carrera se había iniciado como locutora en la radio local. Más tarde se incorpora a Televisión Española, en un programa que tuvo escaso relieve, llamado Flash. De ahí pasó a los servicios informativos.
Especialmente popular durante los años 70, se convirtió en un rostro habitual de las pantallas españolas como una de las conocidas como presentadoras de continuidad, que avanzaban la programación a emitir.
Su popularidad le permitió también actuar en algunas películas de la época como No somos de piedra (1969), de Manuel Summers, Enseñar a un sinvergüenza (1970), de Agustín Navarro, junto a Carmen Sevilla, Ligue Story (1972), de Alfonso Paso o Cuando el cuerno suena (1975), con Alfredo Landa.
Entre 1979 y 1981 presentó el programa cultural Horizontes y en 1984 el espacio La próxima semana. Colaboró puntualmente en el especial musical de La Trinca Quesquesé se merdé, emitido en mayo de 1984, y como presentadora del programa previo y posterior al Festival de la Canción de Eurovisión 1986. Posteriormente en 1989 participó en el programa musical Pero... ¿esto qué es?, donde ponía su voz a Lola, el Robot del test.
En la Nochevieja de 1989 la Dirección de TVE le asignó la retransmisión de las Campanadas de Fin de Año desde la Puerta del Sol de Madrid, siendo tristemente recordada por equivocar los cuartos con las campanadas, indicando que sonaban los cuartos cuando las campanadas ya habían comenzado, logrando que toda España, excepto Canarias por encontrarse en otra zona horaria, entrara en el nuevo año sin tomar las uvas a tiempo. Desde aquel incidente, su carrera profesional inició un declive que acabó con su retirada.
En el año 2011 es contratada para dar las campanadas en la cadena de Atresmedia Neox, para darlas el 30 de diciembre en el programa Feliz Año Neox junto con Berta Collado, Anna Simon, Florentino Fernández, Raúl Gómez, Melendi, Pablo Motos, Mario Vaquerizo, Fernando Ramos, Joaquín Reyes y Ernesto Sevilla teniendo una audiencia de más de 900 000 personas.